# 克劳斯-迪特尔·泽豪斯
克劳斯-迪特尔·泽豪斯（德語：Klaus-Dieter Seehaus，1942年10月6日—），德国男子足球运动员，司职中场。他曾代表德国联队参加1964年夏季奥林匹克运动会足球比赛，获得一枚铜牌。